# Meiothecium okamurae
Meiothecium okamurae là một loài rêu trong họ Sematophyllaceae. Loài này được Broth. ex Iisiba mô tả khoa học đầu tiên năm 1932.
Danh pháp khoa học của loài này chưa được làm sáng tỏ. 